# Ильинский водопад
Ильинский (тат. Ильинский) — водопад в Тетюшском районе Татарстана.

## География
Водопад располагается в Ильинском овраге, расположенном между автодорогой 16К-0980 Тетюши-Камское Устье и Куйбышевским водохранилищем у села Ильинское Монастырского сельского поселения. Для подхода к водопаду необходимо спуститься по основной тропе южнее Ильинского оврага и повернуть в плохо заметную на местности тропу налево в точке с координатам 55° 0.911' с. ш. 48° 52.251 в. д.

## Геология
Водопад располагается в отложениях Уржумского яруса пермских отложений, сложенных глинисто-карбонатными пачками с линзами песчаников. Такая линза располагается между верхней и нижней точками водопада.

## Туристическое значение
В отличие от Юрьевской пещеры и штолен Гипсы-1, водопад не является широко раскрученной туристической достопримечательностью. В окрестностях водопада возможна стоянка и ночёвка с палаткой, но специальных площадок не оборудовано и традиционная туристическая стоянка в этом месте не сложилась.